# Cochin (tyúk)

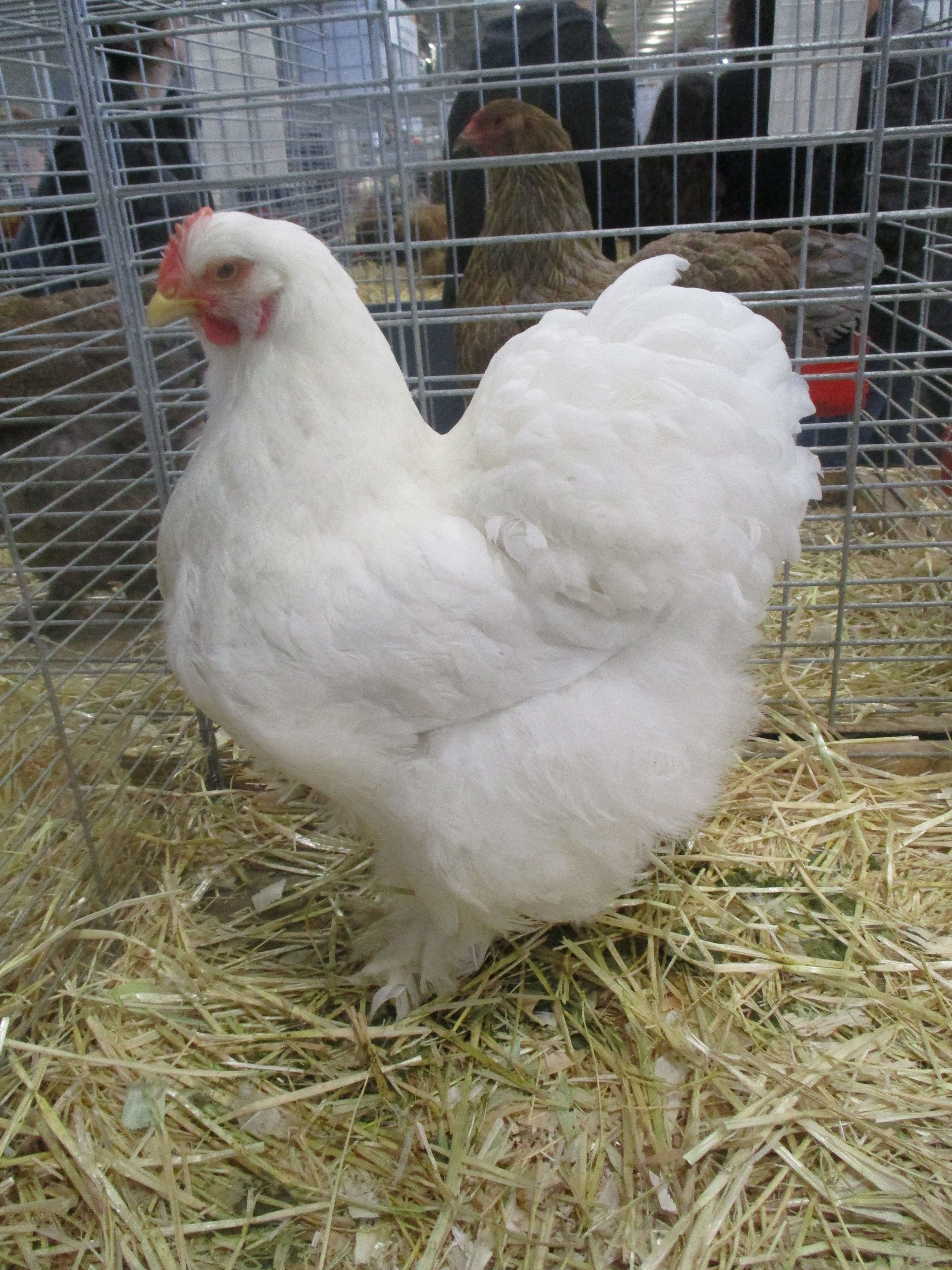
Fehér cochin kakas

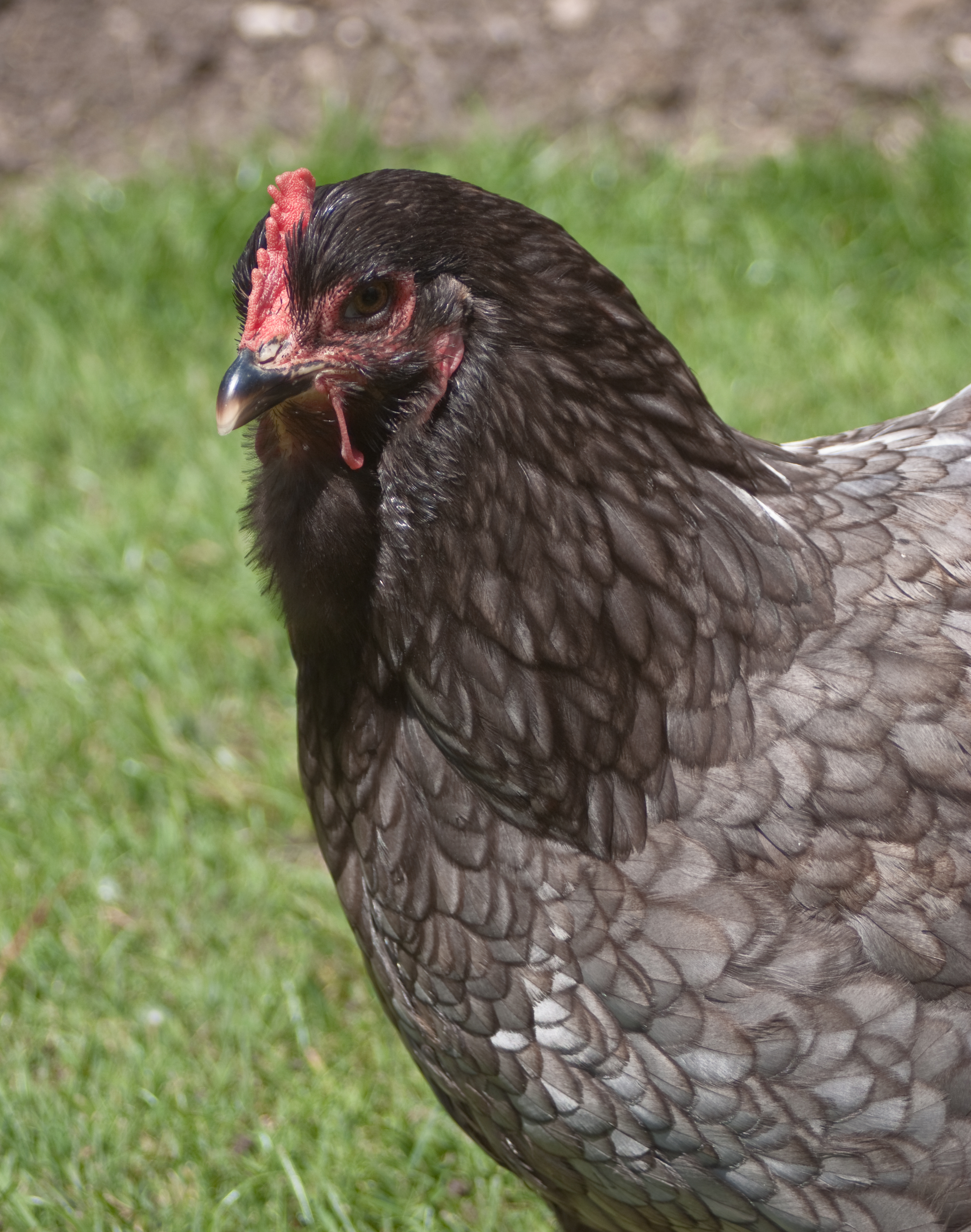
Kék cochin tyúk portréja

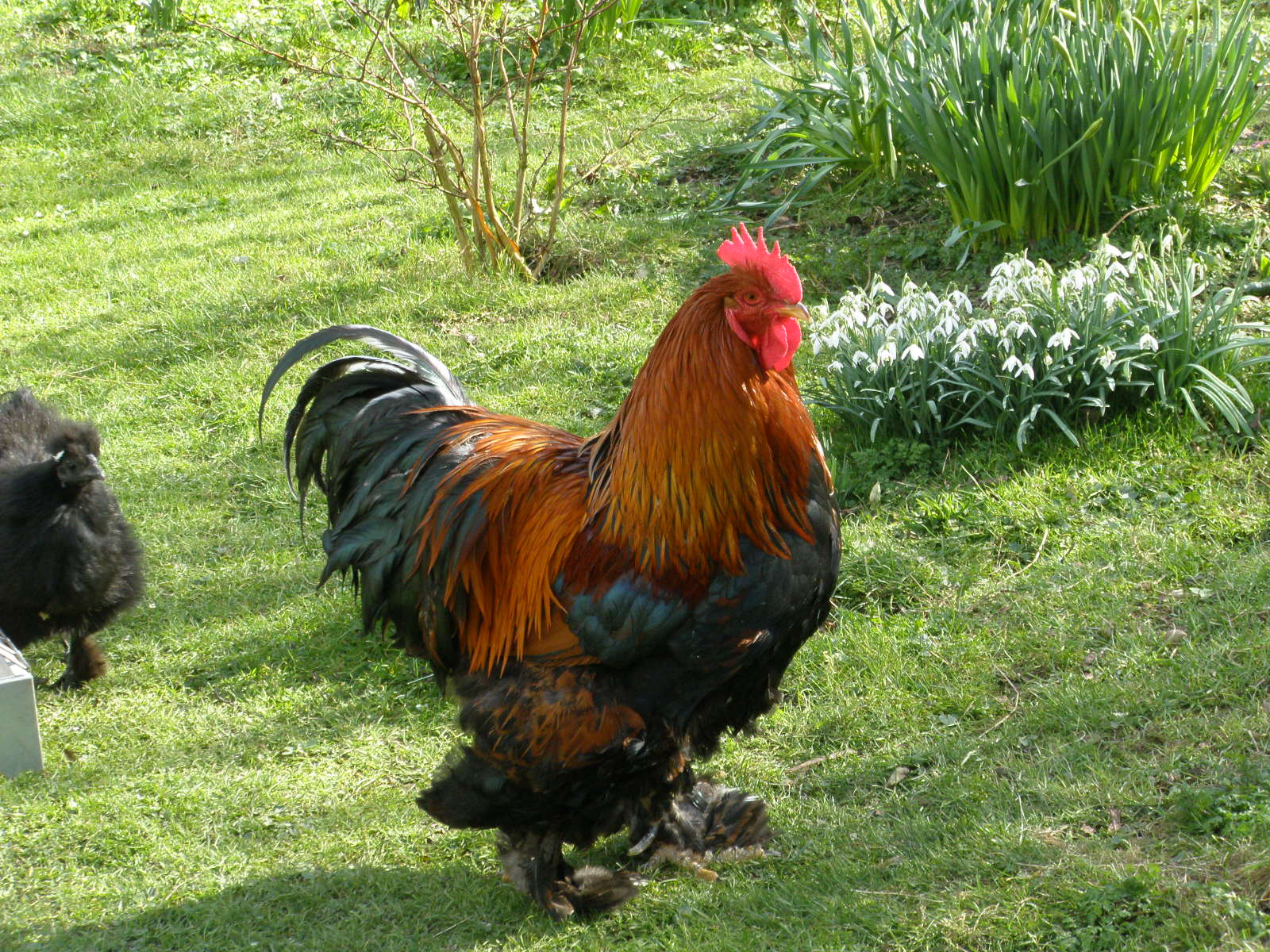
Cochin kakas

A cochin az egyik legrégebbi tenyésztett tyúkfajta. Régebbi magyar nyelvű leírások kokinkínai tyúk néven is ismerik.

## Fajtatörténet
A cochin Kínából származik, de keletkezésének pontos története nem tisztázott. 
Horst Schmidt leírása szerint, az első ópiumháború háború befejeződésével 1843-ban Viktória királynő birtokába jutott vékony felépítésű, gyenge lábtollazatú egyedek nem lehettek a kiinduló törzsállomány.
A cochin mai formájának kitenyésztéséhez sokkal inkább az 1847-ben Sanghaj-ból származó testes, bőséges láb- és testtollazatú példányok szolgálhattak alapul.
Az utódok már az 1850-es Birmingham kiállításon be lettek mutatva a nagyközönségnek. Még ebben az évben Berlin állatkertje is kapott néhány példányt. 
A baromfik fajtatörténetében gyakran használták fel a cochint új fajták kitenyésztéséhez, tökéletesítéséhez, ezért egy sereg baromfifajta hordozza magába a cochin megjelenését vagy tulajdonságait, például a brahma, wyandotten, orpington, mechelner, Plymouth Rocks, sundheimer, sussex, rhodeländer, német lazactyúkok. 
A cochin fajta többek között ezért is tetszetős, mert számos fajta ősanyjának és ősatyjának lehet őket nevezni.

## Fajtabélyegek, színváltozatok
A cochin az egyik legnagyobb baromfifajta. A kakasok 5-6 kilogrammot nyomnak. Jellegzetes kocka testük van, szélesek és gazdag tollazattal rendelkeznek. A fej a testhez képest aránylag kicsi, egyszerű taraj ékesíti. Csüd színe sárga, ami a sűrű lábtollazattól alig látszik, szemek vörösbarnák, füllebenyek pirosak, csőr rövid és erős.
A cochin színei: fekete, fehér, kék, borsárga, kendermagos, babos, többszegélyes fogoly szín.

## Tulajdonságok
Nagy testű, nyugodt fajtáról van szó. Mivel nem repülnek, elegendő akár egy bő fél méteres kerítés ahhoz, hogy a területükön maradjanak. Mivel súlyos fajtáról van szó, nem repülnek, ezért az ülőrudakat nem szabad magasra tenni a tyúkólban. Tollas lába miatt előnyös a gyepes terület, száraz, tiszta talaj. 
Nem félénkek, könnyen szelídíthetőek. Rendszeresen és megbízhatóan kotlanak. 
Növekedésük azonban lassú, elhúzódó. 1,5 éves korában számít teljesen kifejlettnek. 
A közepes évi tojáshozama és a húshozama mellett szemet gyönyörtető értékkel is bír. Tenyésztők egy problémamentes felnevelésről számolnak be, a csibék rátermettek, izgágák. Viszonylag ritka fajtáról van szó, lényegesebben elterjedtebb a törpe változata.
| Általános tulajdonságok: | Általános tulajdonságok:            |
| ------------------------ | ----------------------------------- |
| Testtömege               | kakas 4 - 5,5 kg, tojó 3,6 - 4,5 kg |
| Gyűrűmérete              | kakas 27, tojó 24                   |
| Tenyésztojás tömege      | 53 g                                |
| Tojáshéj színe           | barna, sárgásbarna                  |
| Éves tojáshozama         | 120 db                              |